# Стробыкин-Юхвит, Николай Николаевич
Николай Николаевич Стробыкин-Юхвит (28 апреля 1921, Уржум, Вятская губерния — 19 августа 1995, Херсон) — командир звена 190-го гвардейского штурмового авиационного полка 12-й гвардейской штурмовой авиационной дивизии 3-го гвардейского штурмового авиационного корпуса 5-й воздушной армии 2-го Украинского фронта, гвардии старший лейтенант. Герой Советского Союза.

## Биография
Родился 28 апреля 1921 года в городе Уржум (ныне Кировской области) в семье служащего. Русский. Член КПСС с 1944 года. Окончил девять классов школы № 10 в городе Киров, аэроклуб.
В 1940 году призван в ряды Красной Армии. В 1941 году окончил Херсонскую военную авиационную школу пилотов. В боях Великой Отечественной войны с августа 1943 года. Воевал на 2-м Украинском фронте.
17 августа 1943 года во время боевого вылета в район населённого пункта Кохани Н. Н. Стробыкин-Юхвит засёк батарею зенитной артиллерии врага и с четырёх заходов подавил её. Таких боёв было немало. Бои за плацдарм на правом берегу Днестра, Ясско-Кишинёвская, Бухарестско-Арадская и Будапештская операции — таков боевой маршрут лётчика.
Ему приходилось водить на штурмы группы из четырёх-восемнадцати самолётов. Девяносто два успешных вылета сделал старший лейтенант на этом маршруте. Бомбардировочно-штурмовые группы, которые он водил, уничтожили десятки танков и автомашин, подавили восемнадцать батарей противотанковой артиллерии и девять батарей зенитной артиллерии, разбомбили шесть складов с боеприпасами.
Когда советские войска форсировали Дунай, на плацдарме разгорелись ожесточённые бои. Противник, сконцентрировав танки и пехоту, начал контратаковать наши части. Н. Н. Стробыкин-Юхвит по нескольку раз в день водил в бой восьмёрку «Илов». Только 8 и 9 декабря 1944 года они уничтожили четыре «тигра», двенадцать автомашин, рассеяли пехоту. Контратака фашистов была сорвана.
Гвардии старший лейтенант Н. Н. Стробыкин-Юхвит к январю 1945 года совершил 108 боевых вылетов на штурмовку вражеских укреплений, скоплений войск противника. Всего же за время войны Н. Н. Стробыкин-Юхвит выполнил 129 боевых вылетов на Ил-2.
Указом Президиума Верховного Совета СССР от 15 мая 1946 года за мужество и героизм, проявленные в воздушных боях с немецко-фашистскими захватчиками, гвардии старшему лейтенанту Николаю Николаевичу Стробыкин-Юхвиту присвоено звание Героя Советского Союза с вручением ордена Ленина и медали «Золотая Звезда».
В 1945 году окончил Высшие курсы усовершенствования офицерского состава, в 1951 году — Военно-воздушную академию. С 1963 года полковник Н. Н. Стробыкин-Юхвит в запасе. Жил в городе Херсон. Работал управляющим областной конторой по прокату кинофильмов. Умер 19 августа 1995 года. Похоронен в Херсоне, на Камышанском кладбище.

## Награды
- Герой Советского Союза (орден Ленина и медаль «Золотая Звезда»; 15.5.1946)[1][2],
- три ордена Красного Знамени (21.09.1943[3], 13.10.1944[4], 20.02.1945[5]),
- орден Александра Невского (1.06.1945)[6],
- два ордена Отечественной войны 1-й степени (20.11.1944[7], 6.4.1985[8]),
- орден Красной Звезды[9],
- медали.